# Ogy-Montoy-Flanville
Ogy-Montoy-Flanville es una comuna nueva francesa situada en el departamento de Mosela, de la región de Gran Este.

## Historia
Fue creada el 1 de enero de 2017, en aplicación de una resolución del prefecto de Mosela de 22 de diciembre de 2016 con la unión de las comunas de Montoy-Flanville y Ogy, pasando a estar el ayuntamiento en la antigua comuna de Montoy-Flanville.

## Demografía
| Gráfica de evolución demográfica de Ogy-Montoy-Flanville entre 1800 y 2013 |
|                                                                            |

Los datos entre 1800 y 2013 son el resultado de sumar los parciales de las dos comunas que forman la nueva comuna de Ogy-Montoy-Flanville, cuyos datos se han cogido de 1800 a 1999, para las comunas de Montoy-Flanville y Ogy de la página francesa EHESS/Cassini. Los demás datos se han cogido de la página del INSEE.

## Composición
| Comuna delegada  | Código INSEE | Población (2014) | Superficie (km²) | Densidad (hab./km²) |
| ---------------- | ------------ | ---------------- | ---------------- | ------------------- |
| Montoy-Flanville | 57482        | 1150             | 6.32             | 182                 |
| Ogy              | 57523        | 525              | 3.74             | 140                 |